# Радуниця (фільм)
«Радуниця» (рос. «Радуница») — радянський художній фільм 1984 року. Дебютний фільм Юрія Марухина як режисера. За однойменною повістю Анатолія Кудравця.

## Сюжет
Іван Коваль, що живе в місті, приїжджає в рідне село, щоб побачитися з матір'ю. Його приїзд збігається з поминальним днем, коли односельці збираються на кладовищі…

## У ролях
- Валерій Бондаренко —  Іван Коваль
- Наталія Єгорова —  Віра Русак
- Аристарх Ліванов —  Левон Іванович Коваль
- Олександра Климова —  Льокса, мати Івана
- Віктор Гоголєв —  Вавила, батько Віри
- Тетяна Конюхова —  Ольга
- Віктор Іллічов —  Льоня
- Тетяна Мархель —  Маня
- Стефанія Станюта —  Христина
- Володимир Кулешов —  Смирнов
- Андрій Душечкин —  Андрій
- Микола Волков —  Микола
- Анатолій Чарноцький —  Василь
- Тетяна Чекатовська —  Ольга, сусідка Льокси
- Лідія Мордачова —  епізод

## Знімальна група
- Режисер — Юрій Марухин
- Сценаристи — Федір Конєв, Анатолій Кудравець
- Оператор — Володимир Споришков
- Композитор — Петро Альхимович
- Художник — Євген Ігнатьєв